# アイダホ時間

アイダホ州の標準時
■:UTC-8、■:UTC-7

アイダホ時間ではアイダホ州で使用されている標準時について記す。アイダホ州では2つの標準時が使用されている。いずれの標準時でも夏時間が実施されている。
太平洋標準時（UTC-8、夏時間:UTC-7）の使用地域はアイダホ・パンハンドルと呼ばれる地域や北アイダホとなっている。具体的な地域を以下に示す。
- ベネワ郡
- ボナー郡
- バウンダリー郡
- クリアウォーター郡
- クートニー郡
- レイタ郡
- ルイス郡
- ネズパース郡
- ショショーニ郡
- アイダホ郡のうち、サーモン川（英語版）北岸の地域
- バーグドーフ（英語版）とウォーレン（英語版）

上記以外の地域では標準時に山岳部標準時（UTC-7）、夏時間に山岳部夏時間（UTC-6）を採用している。

## 歴史
1918年の標準時法において、州の大部分を太平洋標準時に、残りの州東部の地域のみを山岳部標準時とした。
20世紀中頃の30年間、ショショーニ郡では独自の標準時を採用していた。そのため、冬季には東隣のモンタナ州とアイダホ州南部が同じ時間帯となった。また、夏季には西隣のワシントン州 スポケーンとアイダホ州北部が同じ時間帯となった。

## tz database
tz databaseの2017年b版において、アイダホ州は下記のように含まれている。
| 国名コード | 座標            | タイムゾーン        | コメント                            | 標準時 | 夏時間 | 備考 |
| ---------- | --------------- | ------------------- | ----------------------------------- | ------ | ------ | ---- |
| US         | +340308-1181434 | America/Los_Angeles | 太平洋時間                          | UTC-8  | UTC-7  |      |
| US         | +433649-1161209 | America/Boise       | 山岳部時間 - 南アイダホ・東オレゴン | UTC-7  | UTC-6  |      |